# Saint-Ciergues
Saint-Ciergues is een gemeente in het Franse departement Haute-Marne (regio Grand Est) en telt 163 inwoners (2004). De plaats maakt deel uit van het arrondissement Langres.

## Geografie
De oppervlakte van Saint-Ciergues bedraagt 12,7 km², de bevolkingsdichtheid is 12,8 inwoners per km².
De onderstaande kaart toont de ligging van Saint-Ciergues met de belangrijkste infrastructuur en aangrenzende gemeenten.

## Demografie
Onderstaande figuur toont het verloop van het inwonertal (bron: INSEE-tellingen).